# Горчинський Омелян
Омеля́н Горчи́нський, також Ґорчи́нський (21 листопада 1888, Тернопіль — 27 липня 1954, Потьма, Мордовія, нині РФ) — церковний діяч, священник УГКЦ, педагог, військовий капелан, крилошанин, радник і референт митрополичої консисторії. Член Богословського наукового товариства. Слуга Божий.

## Життєпис
Філософсько-богословську освіту здобув у Львівській духовній семінарії та Інсбруку в колегії Канізіянум (1909–1911). Священничі свячення отримав у 1911 році. Учасник 3-го Католицького конгресу у Велеграді (1911). Був префектом (1912–1914) і віце-ректором (1918) Львівської духовної семінарії. Під час Першої світової війни був військовим капеланом, був відзначений нагородою для військових капеланів.
Після війни був катехитом вселюдних шкіл у Жидачеві і «Рідної школи» у Львові, сотрудником Успенської церкви у Львові (1924–1938). Член митрополичої консисторії (1924–1945) і крилошанин (1938—1945). Парох Львівської архикатедри святого Юра (1938–1945), віце-декан Львівського деканату (1944–1945).
Під час відступу совєтської армії з Галичини наприкінці червня 1941 року енкаведисти вивели о. Омеляна разом з іншими крилошанами на святоюрське подвір'я, поставили їх «под стєнку» лицем до стіни та сказали, що будуть розстріляні, а після кількох годин такого знущання їх відпустили.
Заарештований органи НКДБ 11 квітня 1945 року разом із митрополитом Йосифом Сліпим та іншими владиками. Помер у концтаборі.

## Нагороди
- Духовний хрест заслуг ІІ ступеня з мечами на біло-червоній стрічці (нім. Geistliches Verdienstkreuz 2. Klasse am weissroten Bande)[5]

## Беатифікаційний процес
Від 2001 року триває беатифікаційний процес прилучення о. Омеляна Горчинського до лику блаженних.